# Stanovsko-monarhični dualizem
Stanovsko-monarhični dualizem je pojem, s katerim se imenuje sovladje deželnih stanov in deželnega kneza (vladarja) v habsburških dednih deželah, v obdobju od 15.-17. stoletja. V dualizmu deželni stanovi niso bili enakopravni, saj so se morali pokloniti ob nastopu vsakokratnega novega deželnega kneza, ta pa jim je v zahvalo podelil deželne ročine (privilegije). S podelitvijo privilegijev si je deželni knez krepil oblast v deželi. V obdobju osmanske nevarnosti v 15. in 16. stoletju je bila ta oblika sovladja najbolj očitna, z nekaterimi spremembami pa se je obdržala do pojava absolutizma v 17. stoletju. Sovladje se je poleg sodelovanja na področju vojaških zadev in davkov kazalo predvsem pri imenovanju deželnih funkcionarjev, kot najvišjih predstavnikov dežele.

## Zgodovinski pregled stanovsko-monarhičnega dualizma
Sistem stanovsko-monarhičnega dualizma se je začel uveljavljati v 14. in 15. stoletju (na Koroškem po ustoličenju zadnjega koroškega vojvode Ernesta Železnega leta 1414), ko je začel deželni knez krepiti svojo oblast v deželah z dodeljevanjem pravic plemstvu. V sodelovanje je deželnega kneza prisilila predvsem osmanska nevarnost, ki je ogrožala mnoge dedne dežele. Sodelovanje je bilo aktivno predvsem na področju vojaških in davčnih zadev, izvajalo pa se je preko vsakoletnega sklica deželnega zbora, ter deželnih funkcionarjev.
V 16. stoletju so se pojavila trenja med deželnimi stanovi, ki so bili naklonjeni partikularnim interesom (drobitvi oblasti) in protestantizmu, ter deželnim knezom, ki je bil rimokatoličan in se je začel vse bolj navduševati nad centralističnimi idejami. Pomemben prispevek k temu je bila ustanovitev Vojne krajine (Bruška pacifikacija, 1578), ki je bistveno prispevala k obrambi pred osmansko nevarnostjo, zato deželni knez ni bil več zainteresiran za tesnejše sodelovanje z deželnimi stanovi, in je vse bolj težil k centralizaciji oblasti. Hud udarec deželnim stanovom je zadala tudi tridesetletna vojna (1618-1648), zaradi katere so zašli v finančne težave, ponekod pa so celo bankrotirali. To je samo še bolj okrepilo oblast deželnega kneza, kar se je v 17. stoletju začelo izkazovati v absolutizmu.
Kljub absolutizmu pa so se nekatere poteze stanovsko-monarhičnega dualizma ohranile. Šele z reformami vladarice Marije Terezije 1747-1749 so ukinili deželne funkcionarje, deželni stanovi pa so se ohranili do zemljiške odveze leta 1848.

## Deželni funkcionarji
Deželni funkcionarji so bili najvišji predstavniki dežele, imenovani s strani deželnega kneza, ponekod v sodelovanju z deželnimi stanovi. Bili so tudi člani deželnih stanov, njihove funkcije pa so bile pogosto dedne. Funkcije deželnih funkcionarjev so v habsburških dednih deželah ukinili v času reform vladarice Marije Terezije v letih 1747-1749, ko so jih zamenjali državni uradniki.
- Deželni vicedom (nemško Landesvizedom): Je bil v deželi pristojen za upravljanje s celotnim komornim (deželnoknežjim) premoženjem. Šlo je predvsem za zemljiška gospostva v lasti deželnega kneza, ter deželnoknežja mesta in trge. Pristojen je bil tudi za pobiranje mitnin, carin, rudniške regale, ter cerkvene ustanove pod patronatom deželnega kneza. Za slovensko ozemlje so obstajali 4 vicedomi: v Ljubljani (tudi za Goriško), Celovcu, Celju ter Gradcu (ta je bil manj pomemben, saj je tukaj zasedala tudi deželnoknežja vlada). Funkcija deželnega vicedoma je bila dosmrtna, prebivali pa so v deželnem dvorcu. Vicedomu so bila neposredno podrejena višja oblastva (npr. carinski uradi), ki jih je včasih dajal v zakup drugim.
- Deželni glavar (nemško Landeshauptmann): Je bil predstavnik gosposkega rodu, ki so ga predlagali deželni stanovi, potrdil pa deželni knez. Na Kranjskem je prebival na Ljubljanskem gradu, pristojen pa je bil za zbiranje vojske in stanov.
- Deželni upravitelj (nemško Landesverwalter): Je nadomeščal deželnega glavarja, ko je bil ta odsoten.
- Deželni upravnik (nemško Landesverweser): Je bil zadolžen za sodne zadeve, in je imel samostojen položaj v sodstvu.
- Deželni maršal (nemško Landesmarschall): Deželni maršal je vodil deželni zbor, in poročal o njegovem delu. Na Kranjskem so to funkcijo dedno opravljali Auerspergi, do 1750.